# Getta probles
Getta probles är en fjärilsart som beskrevs av Louis Beethoven Prout 1928. Getta probles ingår i släktet Getta och familjen tandspinnare. Inga underarter finns listade i Catalogue of Life.